# فقدان الوزن
فقدان الوزن (بالإنجليزية: Weight Loss) في مجالات الطب والصحة واللياقة البدنية يُقصد به أيّ خسارة من كتلة الجسم الكليّة، بسبب فقدان السوائل أو دهون الجسم أو الأنسجة الدهنيّة و/ أو كتلة الجسم الغث (كتلة الجسم بدون الدهون)، خصوصًا: الترسبات المعدنية في العظام، والعضلات، والأوتار، والأنسجة الضامّة الأخرى. فقدان الوزن إما أن يكون غير متعمّد: بسبب سوء التغذية أو مرضٍ   كامن، أو قد ينشأ بسبب جهدٍ واعٍ لتقليل فرط الوزن أو السمنة، حقيقيةً كانت السمنة أو متخيّلة. فقدان الوزن «غير المُفسَّر» الذي لا ينتج عن التمرينات الرياضية أو انخفاض في كمية السعرات الحرارية المتناولة، يسمّى الدنف. وقد يكون الدنف عَرَضاً لحالة طبيّة خطيرة، أما فقدان الوزن المُتَعمَّد فيُسمّى عادى به التنحيف.

## فقدان الوزن غير المُتَعَمَّد

### الخصائص
قد يحدث فقدان الوزن غير المُتعمّد عند فقدان دهون الجسم أو السوائل أو ضمور العضلات أو مزيج منها. ويعد هذا الفقدان مشكلة طبيَة عند فقد ما لا يقل عن 10% من وزن الجسم خلال ستة أشهر أو 5% من الوزن خلال شهر. كذلك يُعد انخفاض مؤشر كتلة الجسم معيار آخر لتقييم هذه المشكلة، مع ذلك قد يكون فقدان كميات أقل من كتلة الجسم ناتجًا عن مشكلة صحيّة في ضعاف كبار السن.
قد يحدث نقص الوزن غير المتعمد نتيجةَ سوء التغذية وهو عدم أخذ غذاءٍ صحيٍ كافٍ نسبةً للطاقة التي يحتاجها الجسم. وتشمل مسبِّبات نقص الوزن كل من: تغييرات الهرمونات أو تغييرات في عمليات الأيض أو آليات المرض، أو نتيجة علاج، أو لفقدان الشهية الناجمة عن مرض معيّن، أو الحمية المُتَّبعة نتيجة مرض أو علاج، وكذلك ضعف استهلاك المواد الغذائية داخل الجسم الذي قد يكون سببه الناسور في الجهاز الهضمي، أو الإسهال، أو تداخل تفاعل دواء مع غذاء، أو بسبب نضوب الإنزيمات، أو ضمور العضلات. 
قد تتدهور كتلة الجسم حتى يصل إلى حالة تعرف بالدَّنَف. يختلف الدنف عن التضوّر جوعا (الموت جوعا) بأنه حالة استجابية لالتهاب جهازي وهو مرتبط بنتائج تحسن ضعيفة. في الحالات المتقدمة من تطور المرض، يفقد المريض الوزن مع أنه يتغذى على كمية تعتبر بشكل عام كافية له بسبب تغَيُّرٍ في عمليات الأيض وتعرف هذه الحالة بمُتَلاَزِمَةُ القَهَم والدَّنَف وأخذ مكملات غذائية لا يساعد في كثير من الأحيان. ويُعد كل من فقدان الشهية والشعور بالشبع بعد أكل كميات قليلة، وخسارة كتلة العضلات بدلا من الدهون، والغثيان، وفقر الدم، والضعف، والإعياء من أعراض متلازمة القهم والدنف.
خسارة الوزن بشكل خطير قد تقلل من كفاءة العيش وتُخِل بكفاءة عمل الأدوية وتزيد أيضًا من سوء المرض، ويعتبر كذلك عاملًا مؤديًّا لارتفاع حالات الوفاة. قد تضر سوء التغذية كل وظائف الجسم من الخلايا وحتى أعقد الوظائف، مثل : 
- الاستجابة المناعية
- التئام الجروح
- قوة العضلات (وضمنها عضلات التنفس)
- تنظيم درجة الحرارة
- الحيض
- قدرة الكُلى على الحفاظ على الشوارد الكهربائية.

وكذلك تؤدي سوء التغذية إلى نقص في الفيتامينات ومواد أخرى والذي بدوره قد يكون سببًا لأمراض أخرى كقَرحَة الضَّغط على سبيل المثال.
قد يكون فقدان الوزن غير المتعمد صفة مميزة تؤدي لتشخيص بعض الأمراض كالسرطان، والسكري النمط الأول.
يُعد 5% من سكان المملكة المتحدة ناقصي الوزن، وأكثر من 10% من هؤلاء لديهم أمراض رئوية أو أمراض في الجهاز الهضمي أو عُمِلَت لهم جراحة قريبة. ووفقا لبيانات جُمعت بالمملكة المتحدة، باستخدام أداة فحص سوء التغذية العالمي، يعد أكثر من 10% من سكان المملكة المتحدة ممن يزيد عمرهم عن الخمسة والستين في خطر من التعرض لسوء التغذية. وكذلك يعد قرابة ال 10-60 % من المرضى ممن هم في المستشفيات أو دور الرعاية معرضون لسوء التغذية.

### الأسباب

#### المتعلقة بالأمراض
من الممكن تصنيف سوء التغذية المتعلقة بالأمراض إلى أربعة أنواع:
نقصان الوزن المرتبط بالأمراض يتضمن:
- مع تدهور حالة المريض المصاب بداء الانسداد الرئوي المزمن، قد يعاني 35% من المرضى من نقصان حادٍّ جدًّا في الوزن، يُعرف هذا النقصان بالدنف الرئوي.[8] يعاني قرابة 25% من المرضى المصابين بانسداد الرئة المزمن نقصانًا معتدلًا إلى شديد، ويكون نقصانًا طفيفًا في باقي المرضى.[8] ويعد تفاقم فقدان الوزن بشكلٍ حادٍّ مُنبِّئًا لتعقيدات صحية.[8] يُعتقد أن بعض العوامل المساهمة في زيادة نقصان الوزن هي فقدان الشهية الناتج عن قلة الحركة، والنشاط الزائد والمُتعب الناتج عن محاولة التنفس للمريض المصاب بانسداد رئوي مزمن، والزُّلَّة (ضيق النفس) المصاحبة للأكل.[8]
- يُعد السرطان أحد أشهر الأمثلة على نقصان الوزن المصاحب للأمراض، لوحظ أن ثُلث نقصان الوزن غير المُتَعمّد ناتجٌ عن الأورام غير الحميدة، تتضمن أنواع السرطان التي يُشتبه بها عند حدوث نقصان وزن غير مُفسَّر: السرطان المَعِدِيّ المِعَوِيّ، سرطان الغُدَّة البروستاتِيَّة، البنكرياس، والمبايض، وسرطان الدم، والرئة.
- كثيرا ما يعاني المرضى المصابين بفيروس العوز المناعي البشري من نقصان الوزن، ويعد زيادة حدة نقصان الوزن مؤشر لتعقيدات صحية مستقبلية.[12] ويعد نقصان الوزن إحدى الأعراض التي يُعرّف بها الإيدز.[12]
- الاعتلالات المعدي معوية هي من أكثر أسباب نقصان الوزن غير المُفسر، ومن الأمثلة على الاعتلالات المعدي معوية: الداء البطني، القَرْحَةٌ الهَضْمِيَّة، داء الأمْعَاء الالْتِهَابِيّ (كداء كرون، والتهاب المعدة التَّقَرُّحِيّ) ، التهابات البنكرياس والمعدة والإسهال.
- الأمراض المُعْدِيَة: قد تسبب كذلك الأمراض المُعْدِيَةُ نقصان الوزن. وتشمل أمراض الفطريات، والتهاب الشَّغَاف، وأمراض الطفيليات، والعدوى تحت الحادّة، والعدوى الخفيّة.
- الأمراض الكُلوية: كثيرًا ما يكون لدى المرضى المصابين باليوريمية (تسمم الدم بالبول) فقدان الشهية، والتقيؤ، والغثيان؛ مما يؤدي إلى نقصان الوزن
- أمراض القلب: هي إحدى أسباب نقصان الوزن وبالأخص فشل القلب الاحتقاني
- أمراض الأنسجة الضامة
- الأمراض العصبية : كالخرف[13]
- قد تؤدي أمراض الفم والتذوق والأسنان (كالعدوى) إلى تقليل كمية الأكل المُنتج لفقدان الوزن.  [4]

#### نقصان الوزن الناتج عن العلاج
العلاجات الطبية قد تؤدي بشكلٍ مباشر أو غير مباشر إلى نقصان الوزن، مما قد يؤثر بشكلٍ عكسي على فعالية الدواء.
من المعتاد أن يعاني المريض بعد الجراحة من الألم وفقدان الشهية. فالجسم بعد عملية الجراحة يدّخر الطاقة ويُوَجِّهها لالتئام الجروح، مما قد يزيد من الاحتياج اليومي للغذاء ولعوامل أخرى تقود للتعافي. وتؤثر الجراحة على الحالة الغذائية بشكل مباشر إذا كانت العملية الجراحية تتضمن الجهاز الهضمي، ولعلاج ذلك تستخدم التغذية الأنبوبية (التغذية المِعَويّة)، بيد أن سياسة عدم إعطاء غذاء عن طريق الفم لم تثبت فعاليتها لكل جراحات الجهاز الهضمي، مع اقتراحات بأنها قد تؤخر من المماثلة للشفاء.
التغذية المبكرة بعد الجراحة تُعتبر إحدى إجراءات وبروتوكولات تحسين التعافي بعد العمليات الجراحية، ومن هذه الإجراءات التغذية الغنية بالكربوهيدرات (السكريات) قبل العملية الجراحية ب24ساعة، لكن التغذية التي تسبق ذلك لم يُثبت بأن لها تأثيرًا عاليًا. 
وَمِمَّا يجدر ذكره أن بعض العلاجات الطبية قد تسبب فقدان الوزن، فيما البعض الآخر قد يسبب زيادة الوزن. 

#### الحالات الاجتماعية التي تسبب نقصان الوزن
الحالات الاجتماعية كالفقر والعزلة الاجتماعية وعدم القدرة على طهي الطعام قد تتسبب بنقصان الوزن غير المتعمّد، ويكثر ذلك في المسنين. وكذلك أيضاً كمية الغذاء اليومية قد تتأثر بالثقافة، والعائلة، والاعتقادات الدينية. كذلك أطقم الأسنان غير المناسبة  ومشاكل الأسنان والفم الأخرى قد تؤثر على كمية الغذاء المتناول.
من الأسباب النفسية أيضاً: اليأس والحالة الاجتماعية والاضطرابات الروحية قد تسبب الاكتئاب والإرهاق اللذان يرتبطان مع قلة الاكل.

## فقدان الوزن المُتَعمَّد
فقدان الوزن المتعمّد هو فقدان جزء من إجمالي كتلة الجسم؛ نتيجة للجهود المبذولة لتحسين اللياقة البدنية والصحية، أو لتغيير مظهر الجسم من خلال التنحيف. 
تَعَمُّد فقدان الوزن عند الأشخاص الذين يعانون من زيادة الوزن أو السمنة يمكن أن يقلل من المخاطر الصحية، ويزيد اللياقة البدنية، مما يساعد على تأخَّر بدء مرض السكري. من الممكن أيضًا أن يساهم فقدان الوزن بتخفيف الألم وزيادة قابلية الحركة عند الأشخاص الذين يعانون من فُصَالٍ عَظْمِيٍّ في الركبة. يُقلل كذلك فقدان الوزن من فرط ضغط الدم، لكن لا يُعلَم إن كان له علاقة بتقليل الضرر الناجم عن فرط ضغط الدم أيضا. 
يحدث فقدان الوزن عندما ينفق الجسم المزيد من الطاقة في العمل وعمليات التمثيل الغذائي (الأيض) أكثر مما يمتص من الغذاء أو المواد الغذائية الأخرين. بعد ذلك سيتم استخدام احتياطات الدهون أو العضلات مما يؤدي تدريجيا إلى فقدان الوزن. 

ليس من المستغرب من الرياضيين الذين يبحثون عن تحسين الأداء أو الوصول إلى الوزن المطلوب للمشاركة في الرياضة محاولة خفض أوزانهم وإن كانوا ذوو وزن جسم مثالي.
 الوجبات الغذائية ذات السعرات الحرارية المنخفضة أو ما تسمى بالنظام الغذائي المتوازن وبسبب قلة آثارها الضارة، فإن خبراء التغذية عادةً ينصحون بها. بالإضافة إلى الحد من استهلاك السعرات الحرارية، فإن النظام الغذائي المتوازن يُنظّم استهلاك المغذّيّات كبيرة المقدار. ومن إجمالي عدد السعرات الحرارية اليومية المخصصة، فإنه يوصى أن يُستهلك ما نسبته 55 ٪ من الكربوهيدرات، و 15 ٪ من البروتين، و 30 ٪ من الدهون بما لا يزيد عن 10 ٪ من إجمالي
الدهون المشبعة. وعلى سبيل المثال 1200 سعرة حرارية الموصى بها
يجب أن يكون حوالي 660 سعرة حرارية من الكربوهيدرات، و 180 من البروتين، و 360 من الدهون.
وتشير بعض الدراسات إلى أن زيادة استهلاك البروتين يمكن أن يساعد في تخفيف آلام الجوع المتعلقة بخفض السعرات من خلال زيادتها للإحساس بالشبع داخل الجسم. تقييد السعرات الحرارية بهذه الطريقة لها فوائد طويلة المدى. بعد الوصول إلى وزن الجسم المرغوب فيه، السعرات الحرارية المستهلكة يوميا قد تُزاد تدريجيا ٬ بما لا يتجاوز محصلةً 2000سعرة حرارية (مشتقة من خلال طرح السعرات الحرارية المحروقة عن طريق النشاط البدني من السعرات الحرارية المستهلكة)
يعتقد أن النظام الغذائي ذا السعرات الحرارية المنخفضة قد يكون أكثر فعالية جنبا إلى جنب مع زيادة النشاط البدني على المدى الطويل بخلاف النظام الغذائي القاسي والذي يمكن في أحسن الأحوال أن يحقق نتائج قصيرة المدى. علما بأن النشاط البدني يمكن أن يعزز كثيرا من كفاءة وفعالية النظام الغذائي. بالإضافة إلى أن أفضل وأصح الأنظمة الغذائية لفقدان الوزن هي التي تتكون من نظام غذائي متوازن وممارسة للنشاط البدني بشكل معتدل.  
ترتبط زيادة الوزن عادة مع الاستهلاك المفرط للدهون والسكريات والكربوهيدرات المكررة بشكل عام بالإضافة إلى الكحول. الاكتئاب والتوتر والملل قد يساهموا أيضا في زيادة الوزن، وفي هذه الحالات
يُنصح الأشخاص بطلب المساعدة الطبية. وتشير دراسة في عام 2010إلى أن متبعي الحميات الغذائية الذين ينامون طوال الليل أكثر عرضة لفقدان ضعف كمية الدهون من متبعي الحميات الغذائية الذين يعانون من حرمان النوم أثناء الليل.  
معظم متبعي الحميات الغذائية يستعيدوا وزنهم على المدى البعيد.  
وبحسب إرشادات الغذاء للأمريكيين، فإن الأشخاص الذين يصِلُون لوزن صحي، يقومون بذلك بنجاح عن طريق الحرص على استهلاك القدر الكافي من السعرات الحرارية لتلبية احتياجاتهم، وممارسة النشاط البدني. ووفقا لإدارة الغذاء و الدواء الأمريكية ٬ يتعين على الأشخاص الصحيين الذين يسعون إلى الحفاظ على وزنهم أن يستهلكوا 2000 سعرة حرارية بما مقداره 8.4 ميجا جول
في اليوم الواحد.  

### أساليب إنقاص الوزن المتعمّد
تغيير أنماط التغذية وزيادة النشاط البدني (التمارين الرياضيّة عموماً) هي أقل طرق إنقاص الوزن تدخلاً، وهي المحبذة في الغالب. و أوصت منظمة الصحة العالمية بالجمع بين تقليل الأطعمة المُعالجة ذات النسب العالية من الدهون المشبعة والسكّر والملح والمحتوى العالي من السعرات الحرارية، وبين زيادة النشاط البدني.
ويُوصى أيضاً بزيادة تناول الألياف لتنظيم حركة الأمعاء.
ومن الطرق الأخرى لإنقاص الوزن: استخدام الأدوية والمكملات الغذائية التي تسبب نقص الشهية، أو منع امتصاص الدهون، أو تقليل حجم المعدة.
كذلك قد تُجرى جراحات السمنة في حالات السمنة المفرطة. ومن أشهر طرق جراحات السمنة: جراحة المجازة المعدية وربط المعدة. كلا الجراحتين قد تكون فعّالة في الحد من الكمية المتناولة من الطاقة الغذائية بواسطة تقليل حجم المعدة، ولكن لهذه العمليات أخطارها التي ينبغي آن تؤخذ بعين الاعتبار أثناء التشاور مع الطبيب، كما هو الحال في أي عملية جراحية. 
أمّا المكمّلات الغذائية، وإن كانت تستخدم بكثرة، فلا تعد خياراً صحياً لإنقاص الوزن. على الرغم من سهولة توفرها، لكن قليلٌ منها ما يكون فعالًا على المدى الطويل.
ربط المعدة التخيّلي يستخدم التنويم الإيحائي (المغناطيسي) لإيهام العقل أن المعدة صارت أصغر مما هي عليه بالواقع، وبالتالي تقلّ كميّة الطعام المتناولة، ممّا يؤدي إلى فقدان الوزن. هذه الطريقة تتكامل مع العلاج النفسي للقلق، ومع التَّعلٌّم النَّومِيّ (التعلم أثناء النوم، hypnopedia). وفي بحثٍ أجري عام 1996م عن استخدام التنويم المغناطيسي كطريقة بديلة لإدارة الوزن، وجدت الدراسات أن العلاج السلوكي المعرفي كان أكثر فعالية في إنقاص الوزن عندما عُزّز بالتنويم.
العلاج بالقبول والالتزام، وهي طريقة خسارة الوزن بشكل واعٍ، تبينت فعاليتها أيضا خلال السنين القليلة الماضية.

### فقدان الوزن الدائم
لكي يكون فقدان الوزن دائما يجب أن يكون النظام الغذائي الصحي ونمط الحياة دائما أيضا، توجد أدلة قليلة على أن اتباع نظام غذائي قصير المدى دون تنظيم للحياة في الفترة التي تليه يؤدي لفقدان وزن طويل المدى، أو صحة أفضل، بل من الممكن أن تكون له نتائج عكسية. 

### القطاع المتخصص بفقدان الوزن في الأسواق
توجد الكثير من الشركات التي تعد بجعل فقدان الوزن أكثر سهولة وثقةً، وأسرع، وأرخص، وأقل ألماً عند استخدام منتجاتها، ومن هذه المنتجات: الكتب، الأقراص المدمجة، أقراص الفيديو الرقمية، المساحيق، المرطبات، الحبوب، الخواتم والأقراط، الأحزمة، أغطية الجسد، مراكز اللياقة، المدربين الشخصيين، مجموعات فقدان الوزن، المنتجات الغذائية والمكملات الغذائية. 
وفي الولايات المتحدة عام 2008، تم إنفاق ما بين 33 مليار دولار و 55 مليار دولار على خدمات منتجات فقدان الوزن، ومن ضمنها العمليات الجراحية والمستحضرات الدوائية، واستهلكت المراكز الصحية ما بين 6 - 12 ٪ من حجم الإنفاق الكلي. كذلك يتم إنفاق أكثر من 1.6 مليار دولار سنوياً على المكملات الغذائية المختصة بفقدان الوزن. وحوالي 70٪ من محاولات سكان الولايات المتحدة لاتباع نظام غذائي تتّسم بطابع الاعتماد على الذات.
في أوروبا الغربية عام 2009، تجاوزت مبيعات منتجات فقدان الوزن (باستثناء الوصفات الطبيّة) حوالي 900 مليون جنيه إسترليني ( تقريباً 1.4 مليار دولار). 